# 紅海県
紅海県（こうかいけん、アラビア語: البحر الأحمر (محافظة)）またはバフル・アル＝アフマル県は、エジプト南東部にあるムハーファザの一つ。「バフル・アル＝アフマル」はアラビア語を直訳したもので、「紅海」は意訳である。県庁所在地はフルガダ。

## 概要
人口希薄地域だが、面積は大きい。なお、ハラーイブ・トライアングルと呼ばれるスーダンとの国境紛争地帯や双方ともに領有権を主張していないビル・タウィールの大半が紅海県の管轄になっているため、面積値は変動する場合がある。（ちなみに、ハラーイブ・トライアングルはエジプトが実効支配しており、ビル・タウィールに関してはエジプト・スーダン共に統治していない）

## 地理
ナイル川と紅海に挟まれたエリアで、南はスーダンの紅海州と国境を接している。

## 隣接する県
- 紅海州
- アスワン県
- ルクソール県
- ケナ県
- ソハーグ県
- アシュート県
- ミニヤー県
- ベニ・スエフ県
- スエズ県